# Genève (stad)

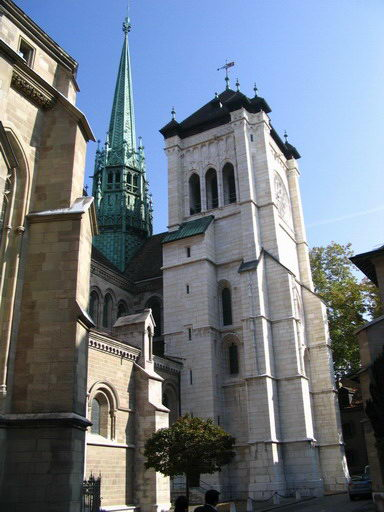
Cathédrale St. Pierre

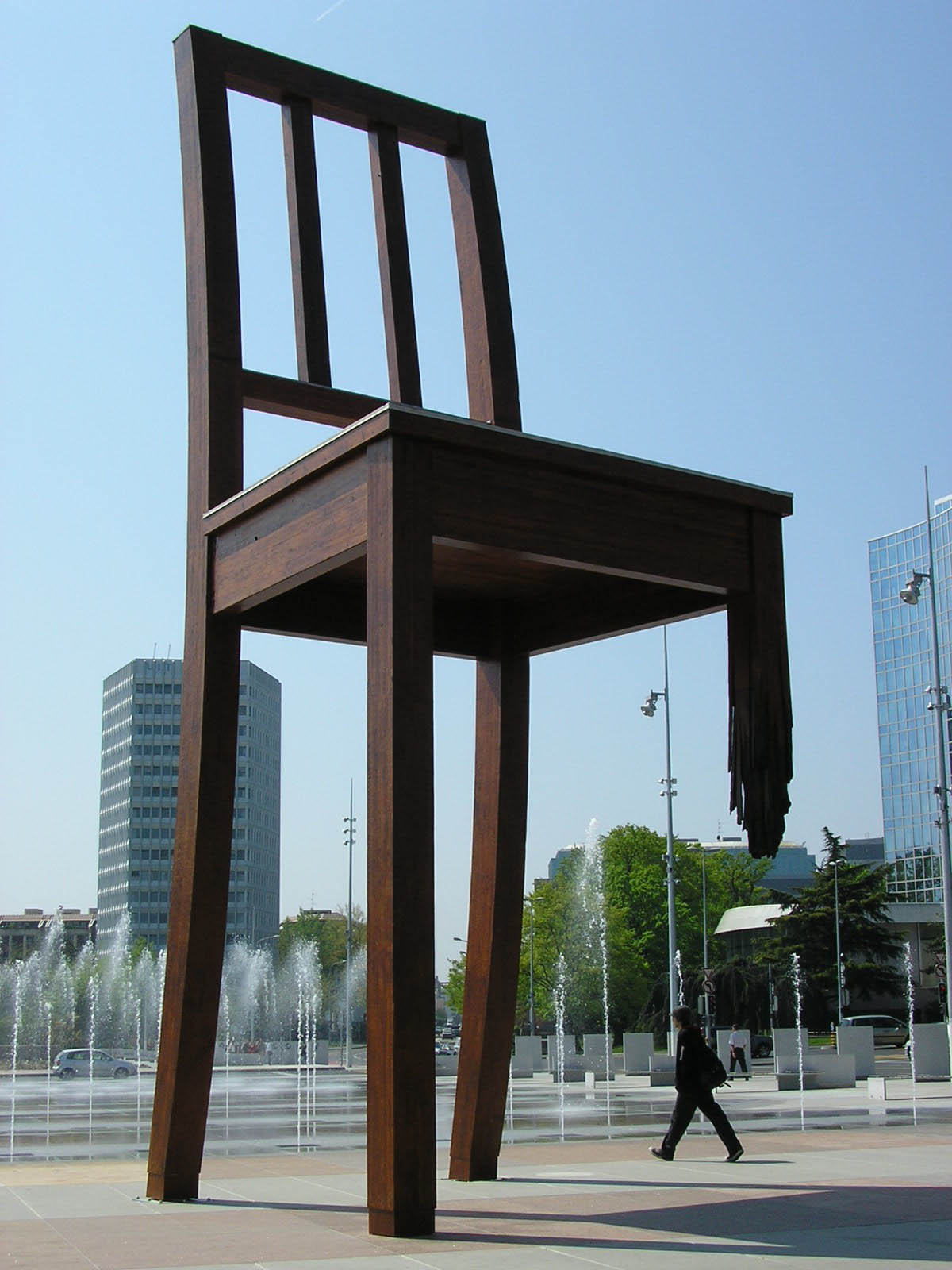
Het twaalf meter hoge standbeeld 'Broken Chair' van Daniel Berset, in 2007 opgericht ter ere van de slachtoffers van landmijnen en clusterbommen op de Place des Nations

Genève (Arpitaans: Geneva; Zwitserduits: Gämf, Gänf; Duits: Genf; Italiaans: Ginevra; Reto-Romaans: Genevra) is een stad in Zwitserland. Het is na Zürich de grootste stad van het land. Per 31 december 2023 telde de stad 205.372 inwoners. Genève is ook de naam van het omliggende, westelijkste kanton van het land.

## Demografie
Van de 194.565 inwoners die de stad in 2015 telde, was 43% afkomstig uit het buitenland.

## Geografie
De stad ligt aan de westpunt van het Meer van Genève en wordt doorsneden door de rivieren de Rhône, die uit het meer stroomt, en de Arve.

### Klimaat
| Maand                  | jan | feb | mrt | apr | mei | jun | jul | aug | sep | okt | nov | dec | Jaar  |
| ---------------------- | --- | --- | --- | --- | --- | --- | --- | --- | --- | --- | --- | --- | ----- |
| Gemiddeld maximum (°C) | 5   | 6   | 11  | 15  | 20  | 24  | 27  | 26  | 21  | 15  | 9   | 5   | 15,2  |
| Gemiddeld minimum (°C) | −2  | −1  | 2   | 5   | 9   | 12  | 14  | 14  | 11  | 7   | 2   | 0   | 6,0   |
|                        |     |     |     |     |     |     |     |     |     |     |     |     |       |
| Neerslag (mm)          | 76  | 68  | 70  | 72  | 84  | 92  | 79  | 82  | 100 | 105 | 88  | 90  | 1.005 |
| Bron: WeerOpReis.com   |     |     |     |     |     |     |     |     |     |     |     |     |       |

## Geschiedenis
De stad ontstond als nederzetting van het Keltische volk de Allobroges. Na verovering door de Romeinen maakte deze deel uit van de Provincia Romana (Gallia Narbonensis). Nabij Genève hield Julius Caesar de naar het westen oprukkende Helvetiërs tegen.
In de vijfde eeuw, ten tijde van de Grote Volksverhuizing, vestigden de Bourgondiërs zich in de streek. Ze stichtten in de buurt van Genève een staatje dat reeds in 533 ten onder ging en deel werd van het Frankische Rijk. De regio kwam bekend te staan als "Transjuraan Bourgondië". Als gevolg van de verdelingen van het Frankische Rijk in 843 en 855 kwam Genève opeenvolgend in het Frankische Middenrijk en het koninkrijk Lotharingen (als Opper-Bourgondië) te liggen. Het Frankische gezag in het voormalige Middenrijk versplinterde snel nadat het centrale gezag was ineengestort. Het koninkrijk Opperbourgondië werd al snel verenigd met Neerbourgondië waarna in 930 het relatief zwakke koninkrijk Arelat ontstond, dat in 1033 deel werd van het Heilige Roomse Rijk.
Ergens tussen de negende en de elfde eeuw ontstond een relatief zelfstandig graafschap Genève. Ook binnen het grotere Heilige Roomse Rijk zou dit graafschap blijven bestaan. De heerschappij over de stad Genève berustte echter grotendeels bij de bisschop, die op zijn beurt rechtstreeks afhing van het Heilige Roomse Rijk. In 1416 werd het graafschap Genève opgenomen in het grotere hertogdom Savoye.
In de 16e eeuw was Genève voor de protestanten wat  Rome voor de katholieken is, namelijk het middelpunt van het calvinisme. In de jaren 1530 verklaarde de stad Genève zich een "republiek". Dit werd in 1541 erkend en de republiek Genève werd de facto een relatief onafhankelijke staat binnen het Heilige Roomse Rijk.
In 1648 verkreeg de republiek Genève zijn volledige onafhankelijkheid van het Heilige Roomse Rijk. Het zou echter duren tot het Verdrag van Turijn in 1754 tot de koning van Piëmont-Sardinië (opvolger van het hertogdom Savoye) officieel de afscheuring van de protestantse "republiek Genève" zou erkennen.
In 1781 kwamen burgerij en arbeiders aan de macht waarna een representatief-democratische grondwet werd aangenomen. Een jaar daarna greep het patriciaat met hulp van Bernse en Savoyse troepen opnieuw de macht en gingen vele burgers in ballingschap. Op 15 april 1798 werd Genève door Frankrijk geannexeerd en maakte daar tot 1813 als departement Léman deel van uit. In 1815 sloot Genève zich als kanton bij Zwitserland aan.
In 1875 nam in Genève Marie Brechbühl een bescheiden schooltje over, de huidige École Brechbühl, en voerde er al vroeg het gemengd onderwijs in.
Op 10 september 1898 vond in Genève de moord op Elisabeth van Oostenrijk plaats.
Bij de schietpartij in Genève op 9 november 1932 opende het Zwitsers leger het vuur tegen antifascistische demonstranten. Er vielen 13 doden en 65 gewonden.

## Gebeurtenissen
- 1898: Moord op Elisabeth van Oostenrijk: keizerin Elisabeth van Oostenrijk-Hongarije werd door een anarchist bij het Meer van Genève vermoord.
- 1951: tijdens een repetitie van de Zauberflöte brak er brand uit op het toneel van het operagebouw, dat in 1879 was gebouwd. De schade was CHF 5.000.000.

## Cultuur

### Musea
Enkele musea in Genève zijn:
- Musée d'Art et d'Histoire (MAH)
- Musée International de la Réforme (MIR)
- Muséum d'histoire naturelle de Genève (MHNG)
- Musée Rath (exposities)
- Centre d'Art Contemporain
- Centre for Contemporary Images
- Musée Ariana
- Musée d'Art Moderne et Contemporain (MAMCO)
- Musée Barbier-Mueller
- Musée international de la Croix-Rouge et du Croissant-Rouge
- Fondation Bodmer
- Musée d'ethnographie de Genève

### Bezienswaardigheden
- De oude Sint-Pieterskathedraal (Calvijns eigen kerk, protestants)
- Basiliek Notre-Dame de Genève (katholiek)
- Fontein van Genève
- Monument International de la Réforme

### Evenementen
- Autosalon van Genève

## Verkeer en vervoer
Het stadsvervoerbedrijf Transports Publics Genevois exploiteert vijf tramlijnen, zes trolleybuslijnen en meerdere dieselbuslijnen.
De luchthaven van Genève ligt dicht bij de stad en wordt ook bediend vanuit het belangrijkste treinstation van de stad, station Genève-Cornavin.
Sinds 2020 kent het kanton het deelfietssysteem VéloPartage, uitgebaat door Donkey Republic, waarvan 370 fietsen (klassiek of elektrisch) in de stad zelf.

## Sport
Servette FC Genève is de professionele voetbalclub van Genève. De club is veelvoudig Zwitsers landskampioen en speelt zijn wedstrijden in het Stade de Genève. Genève was in 2008 speelstad bij het EK voetbal. De wedstrijden werden gespeeld in het Stade de Genève. Eerder al was Genève in 1954 met het Stade des Charmilles speelstad bij het WK voetbal.
Genève is tien keer etappeplaats geweest in de wielerkoers Ronde van Frankrijk. Dit was voor het eerst het geval in 1913. De Italiaan Massimo Ghirotto was in 1990 voorlopig de laatste ritwinnaar in Genève.
Genève was in 1961 en 1971 gastheer van het WK ijshockey.

## Internationale organisaties
De stad Genève huisvest veel internationale organisaties, waaronder (enige onderdelen van):
- de Verenigde Naties: kantoor van de VN in Genève in het Palais des Nations
- het Internationale Rode Kruis
- de Wereldgezondheidsorganisatie
- UNAIDS, een organisatie van de VN om aids te bestrijden.
- UNHCR, de vluchtelingenorganisatie van de VN
- ILO, de Internationale Arbeidsorganisatie
- WTO, de Wereldhandelsorganisatie
- EBU, de European Broadcasting Union
- de Wereldraad van Kerken
- Mensenrechtenraad van de Verenigde Naties
- Wereldorganisatie voor de Intellectuele Eigendom
- World Organization of the Scout Movement
- ISO, de internationale organisatie voor standaardisatie

## Onderwijs
De stad huisvest ook onderwijs- en onderzoeksinstellingen, zoals:
- de Universiteit van Genève
- het Institut de Hautes Études Internationales et du Développement

## Stedenbanden
- Buenos Aires (Argentinië), sinds 1991
- Dubai (Verenigde Arabische Emiraten)
- Parijs (Frankrijk), sinds 2002

## Galerij

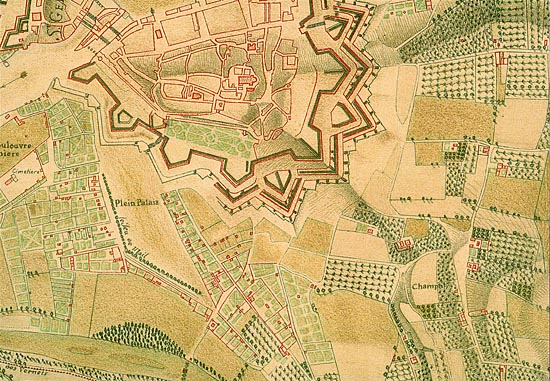
Plattegrond van de vestingwerken uit 1730
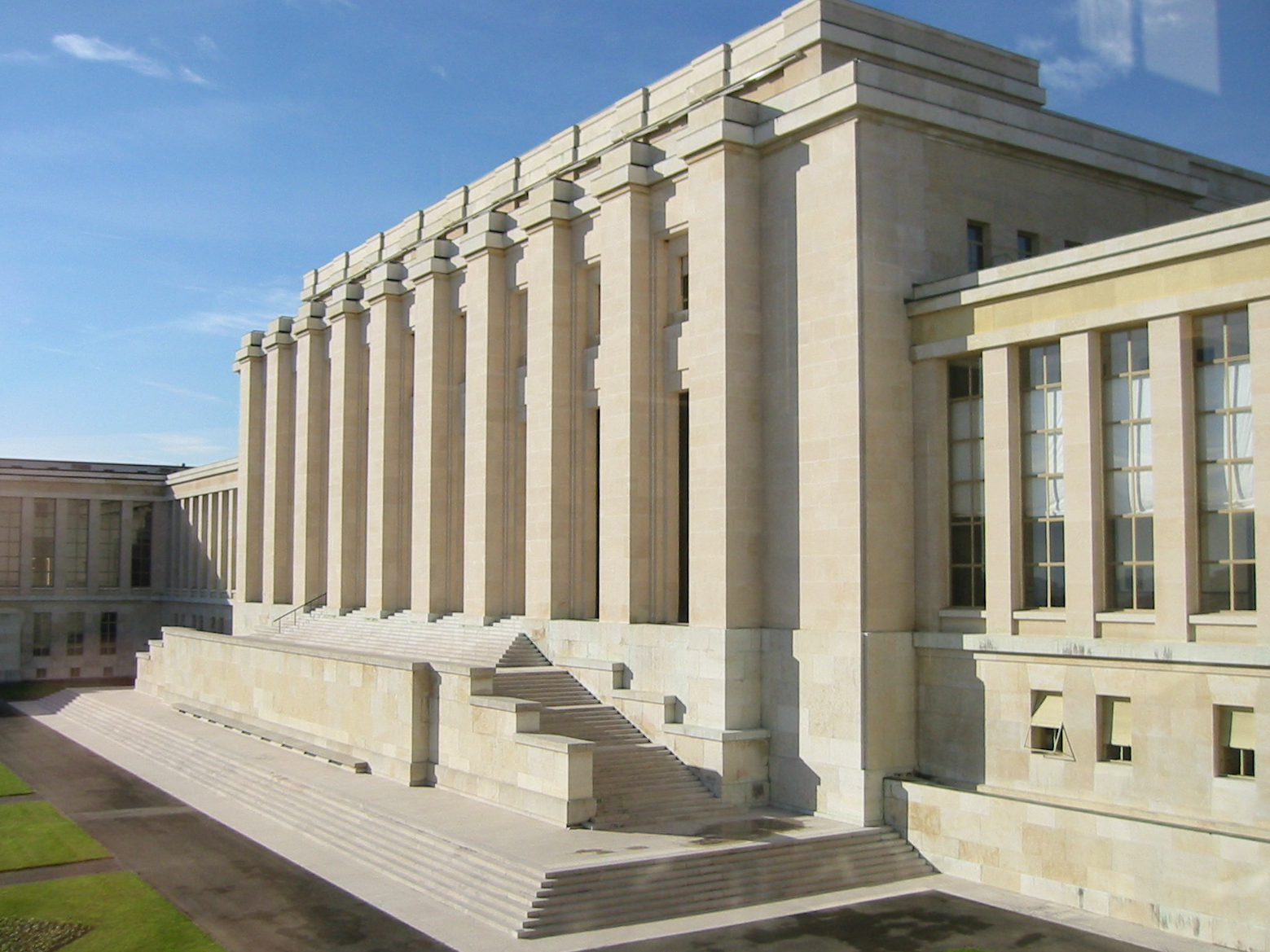
Een van de hoofdkantoren van de Verenigde Naties in Genève
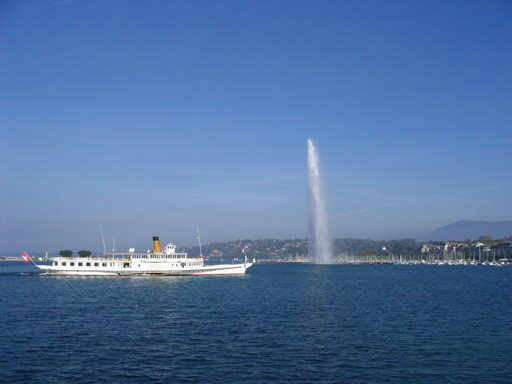
Fontein van Genève met de raderstoomboot Montreux uit 1904
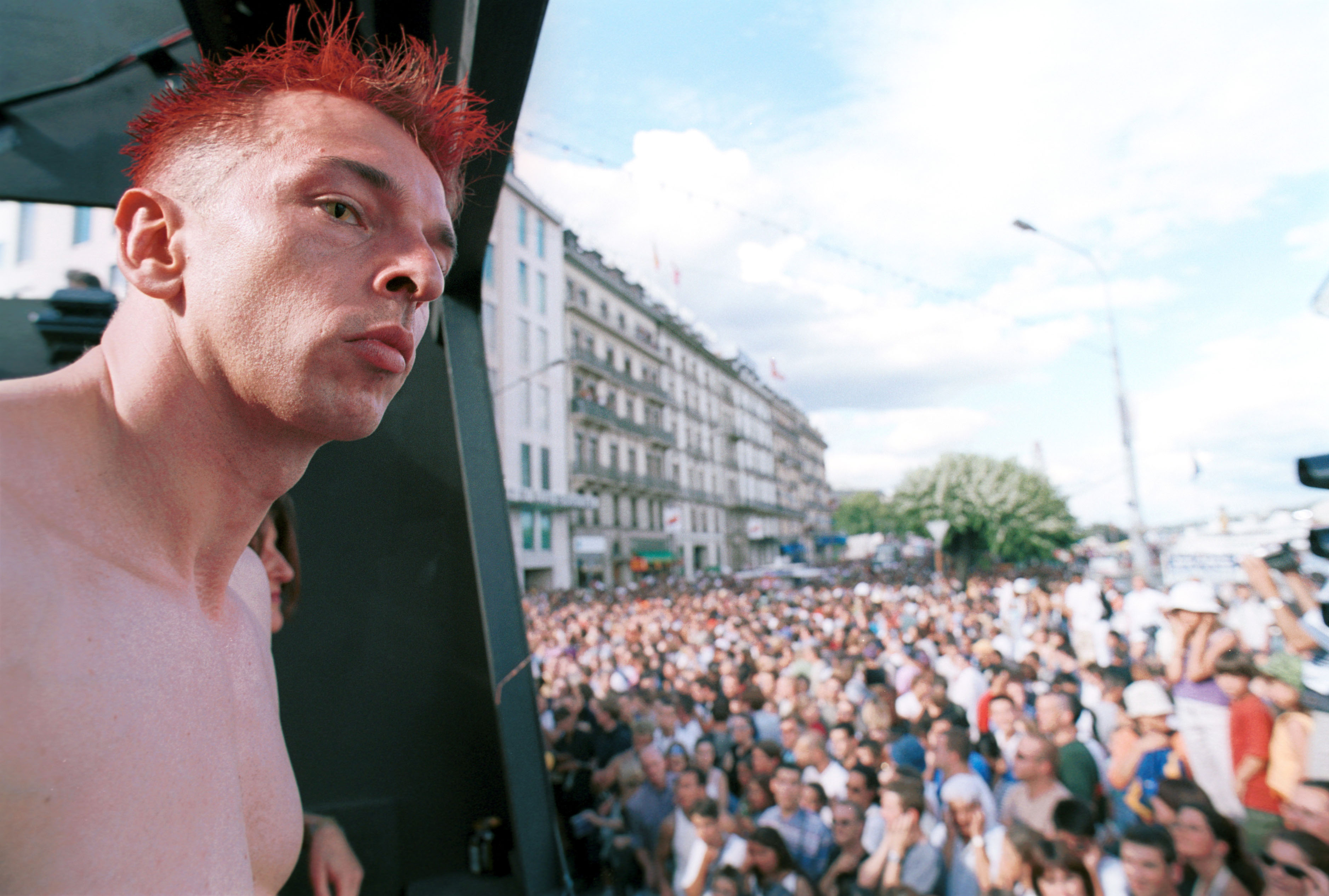
De jaarlijkse Lake Parade, een festival van techno-muziek
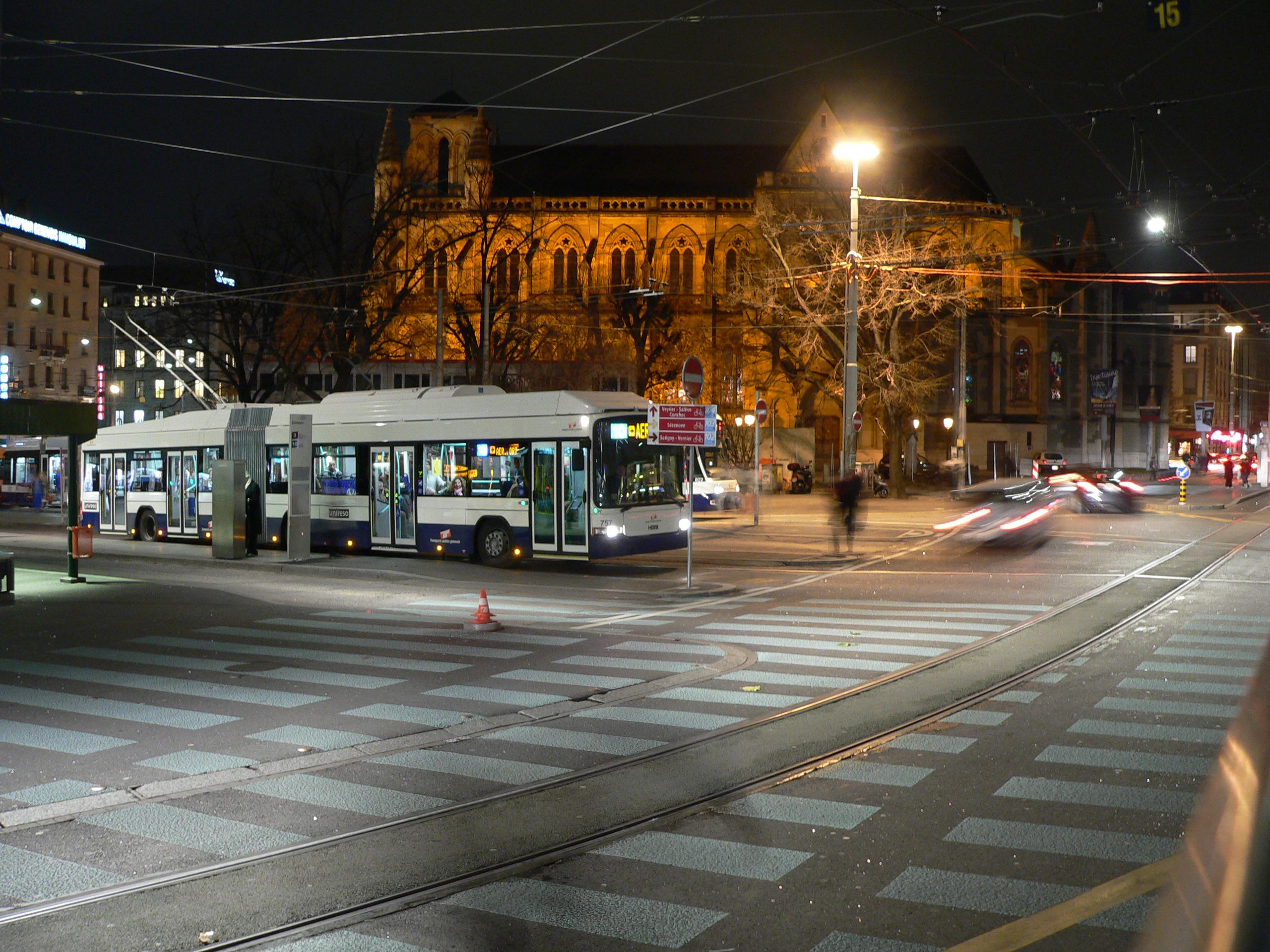
Place Cornavin met trolleybus
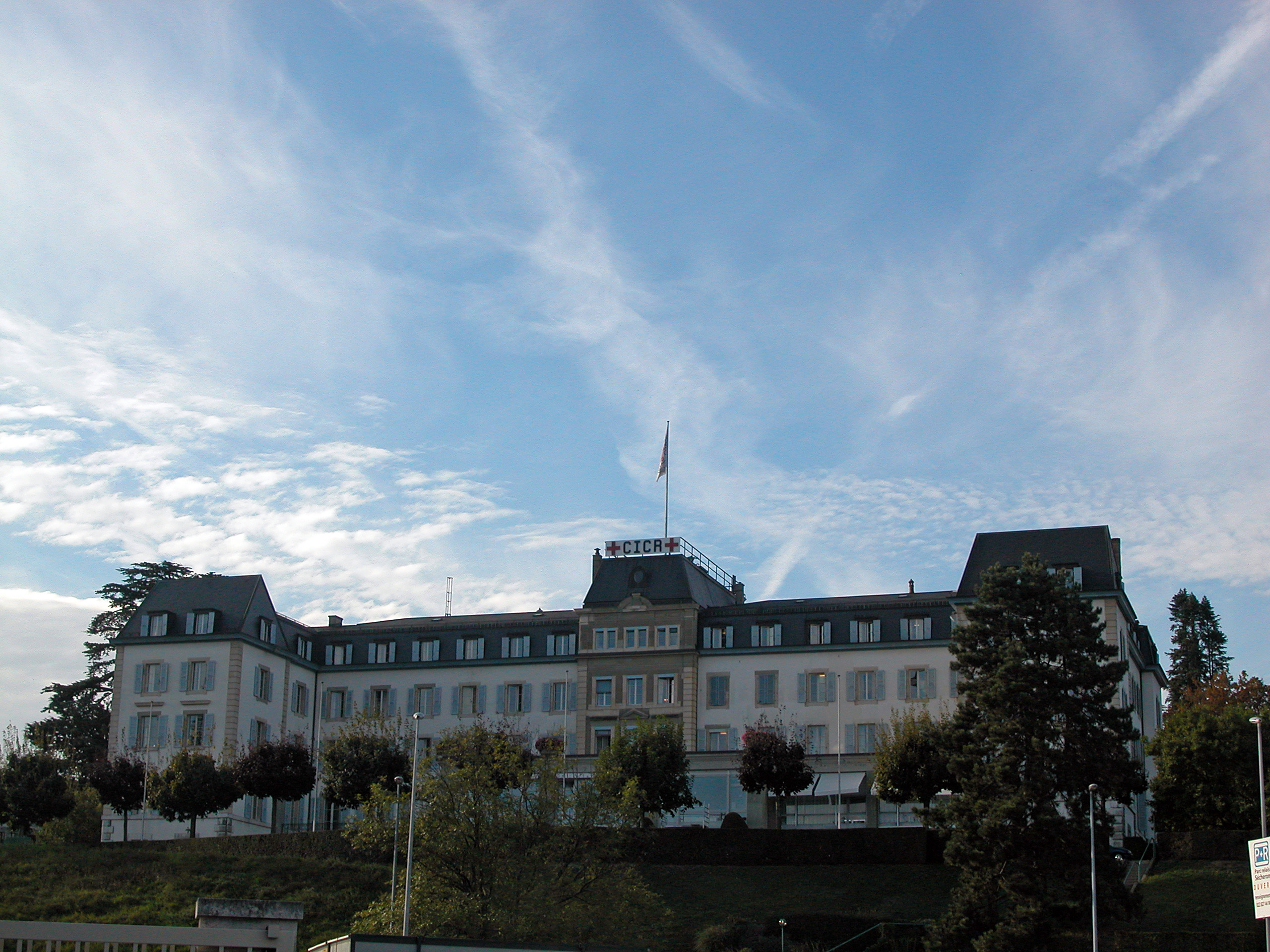
Hoofdkwartier van het Rode Kruis
Hoofdkwartier van de Wereldorganisatie Intellectuele Eigendom
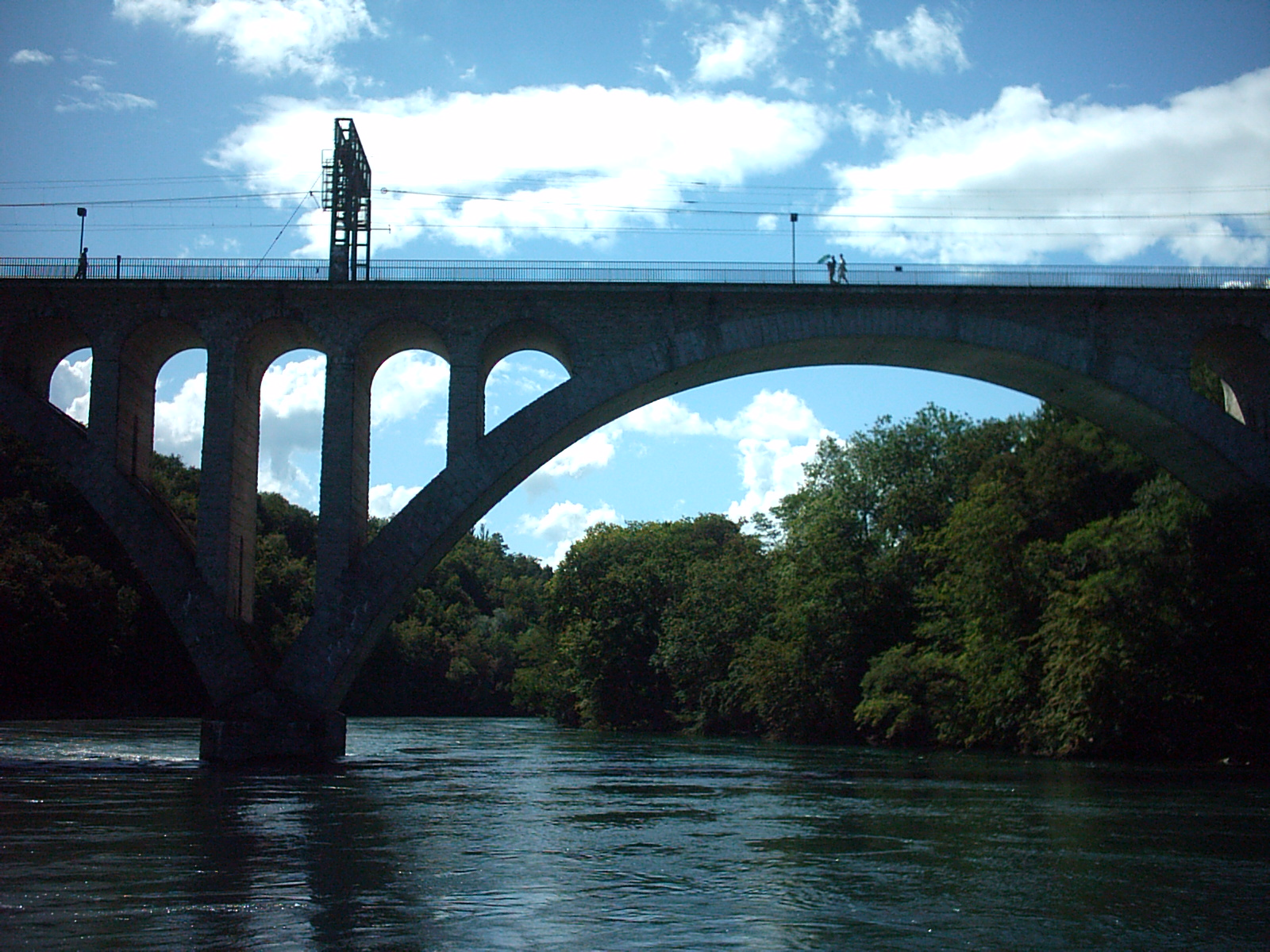
Spoorbrug